# جوي شو
جوزيف إيبينيز شو (بالإنجليزية: Joe Shaw)‏، من مواليد 7 مايو 1883 في بوري في إنجلترا، وتوفي في سبتمبر 1963، لاعب كرة قدم إنجليزي سابق ومدرب كرة قدم إنجليزي سابق.
بدأ مسيرته الكروية مع نادي بوري، وبعدها انتقل إلى نادي أكرينغتون ستانلي، وفي عام 1907 انتقل إلى نادي آرسنال، ولعب معهم حتى عام 1922، وشارك معهم في 309 مباريات.
و قد درب نادي آرسنال منذ يناير 1934 حتى مايو 1934.